# Cosmopolitan Twarda 2/4
Il Cosmopolita Twarda 2/4, precedentemente noto come Twarda Tower o Hines Tower, è un grattacielo residenziale nel centro di Varsavia, in Polonia.

## Caratteristiche
L'edificio, sviluppato da Tacit Development Polska, è alto 160 metri e ha 44 piani.
La torre comprende 252 appartamenti, con una superficie totale netta di piani fuori terra di 32,000 m2. Il suo piano terra lungo Twarda Street è destinato a fornire spazio commerciale per negozi e servizi, e la sua parte sotterranea è stata progettata per ospitare un parcheggio di 300 veicoli.
I primi piani di costruzione sviluppati su questo terreno furono rivelati nel 2006 quando la Fondazione Shalom nominò l'architetto polacco Stefan Kuryłowicz per progettare una torre. Poco dopo la Fondazione è stata costretta per mancanza di fondi a vendere il progetto a Tacit Development. Un nuovo design è stato così preparato dall'architetto tedesco Helmut Jahn. Fino al 2011 Hines è stato lo sviluppatore del programma, ma Tacit, l'investitore dietro la cordata, lo ha assunto.
Al completamento Cosmopolitan Twarda 2/4 era l'edificio residenziale più alto di Varsavia e il secondo in Polonia (dopo Sky Tower a Breslavia ). È caduto al terzo posto dopo il completamento di Złota 44.